# 완주군수
완주군수는 전북특별자치도 완주군의 군수이다.

## 같이 보기
- 완주군수 선거